# Caïro-Luxor Express
De Caïro-Luxor Express was een luxetrein die door de Compagnie Internationale des Wagons-Lits (CIWL) werd ingezet om toeristen langs de Nijl te vervoeren.

## CIWL

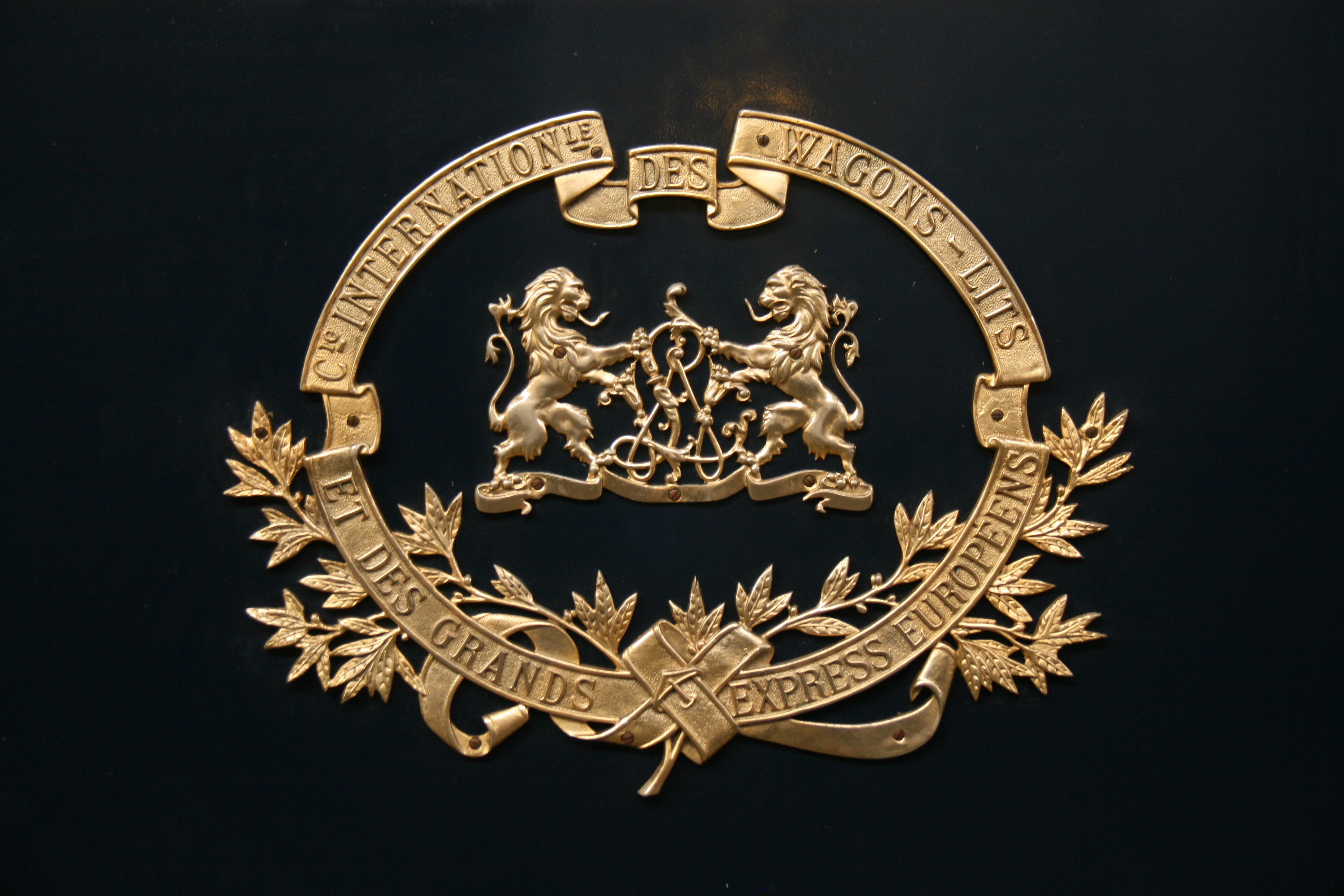
CIWL Logo

De CIWL had in Caïro concurrent Thomas Cook een zware slag toegebracht door de overname van het Shepheards Hotel, maar daar buiten had Thomas Cook nog een groot aandeel in het toerisme in Egypte. De cruiseschepen op de Nijl waren vrijwel allemaal in handen van Thomas Cook, zodat CIWL niet deelde in de toeristenstroom naar Zuid-Egypte. In 1898 werd de spoorlijn tussen Kena en Luxor voltooid en startte CIWL met de nachttrein Caïro-Luxor Express die uiteraard een stuk sneller was dan een cruiseschip van Thomas Cook. Voor deze trein liet de CIWL speciale rijtuigen bouwen bij CGC in St. Denis en Ringhoffer in Praag. Deze rijtuigen waren geheel wit geschilderd en voorzien van een dubbeldak en een primitieve airconditioning. De lucht tussen de twee daklagen werd gekoeld door ijsstaven zodat bij een buitentemperatuur van 35° C de temperatuur in de rijtuigen op 25° C kon worden gehouden. Als gevolg van een plan van Cecil Rhodes voor een spoorverbinding van Caïro naar Kaapstad lag ten zuiden van Luxor Kaapspoor van 1067mm. Het duurde nog tot 1926 voordat dit was omgebouwd tot normaalspoor en de trein tot Aswan kon doorrijden. Vanuit Caïro vertrok de trein op maandag, woensdag en zaterdag, uit Luxor op dinsdag, donderdag en zondag.

### Route en Dienstregeling
| zuidwaarts | land   | station    | km  | noordwaarts |
| ---------- | ------ | ---------- | --- | ----------- |
|            | Egypte | Caïro      | 0   |             |
|            | Egypte | Assioet    | 368 |             |
|            | Egypte | Kena       | 603 |             |
|            | Egypte | Luxor      | 740 |             |
|            | Egypte | Aswan      | 948 |             |
|            | Egypte | El Shallal | 960 |             |

Vanuit het station in Caïro stak de trein de Nijl over en volgde daarna de linkeroever op weg naar het zuiden, tussen Assioet en Kena wordt bij Nag Hammadi de Nijl nogmaals overgestoken en volgt daarna de rechteroever naar Luxor en Aswan. De Caïro-Luxor Express werd door het uitbreken van de Eerste Wereldoorlog uit de dienstregeling gehaald.
Na de Eerste Wereldoorlog werd op 1 februari 1921 de treindienst hervat, nu onder de Franse naam Le Caire-Louxor Express.

## Pullman

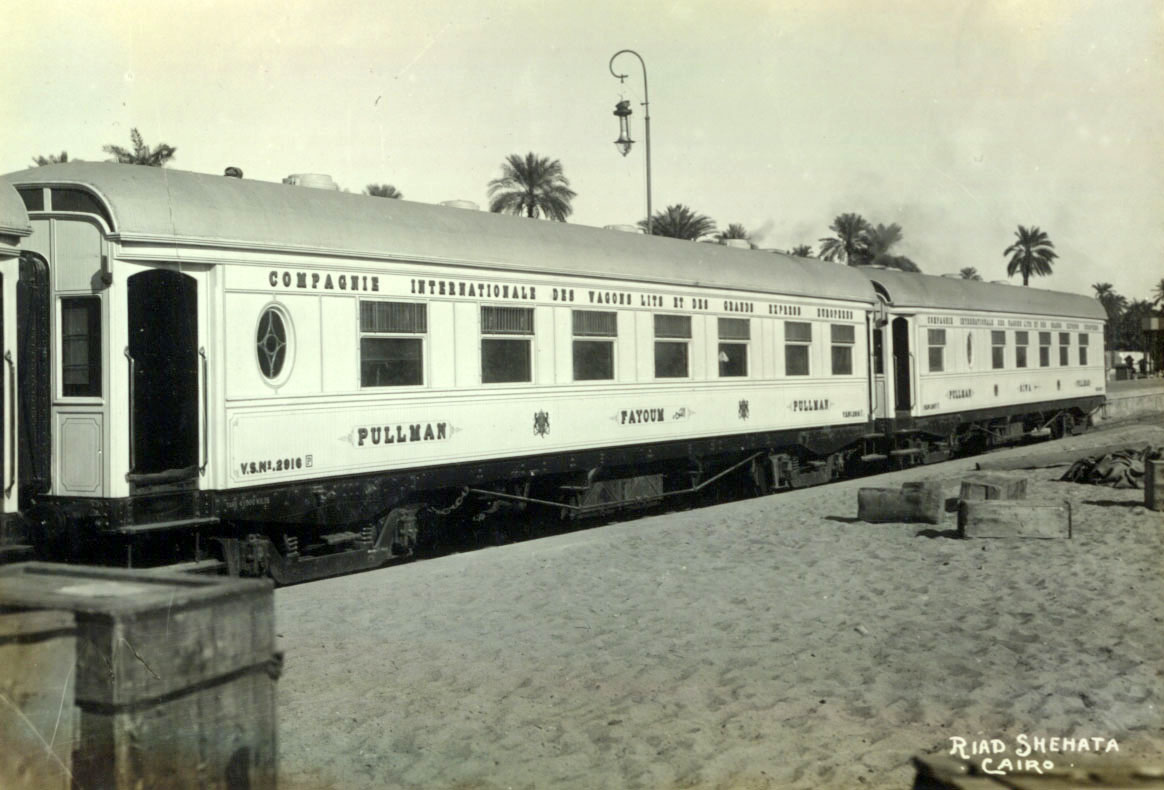
De eerste Pullmanrijtuigen in Egypte in 1926

In 1925 kocht de directeur van CIWL, Lord Dalziel, de rechten op de naam Pullman voor het gebruik als kwaliteitsaanduiding op treinen in Europa en het Midden-Oosten. In 1928 kwam Thomas Cook in moeilijkheden en werd door CIWL opgekocht. Verder werd gewerkt aan spoorverdubbeling tussen Cairo en Assioet. Nu de concurrentie in Egypte vrijwel was verdwenen en bovendien het aantal toeristen, ook uit de Verenigde Staten, steeg, besloot CIWL zowel een dag als een nachttrein te laten rijden. Deze twee treinen kregen namen die moesten aanslaan bij de Amerikaanse klanten. In het zonnige Egypte zou overdag de Sunshine Pullman Express en onder de sterrenhemel 's nachts de Star of Egypt gaan rijden. Voor de treinen werden nieuwe Pullman rijtuigen aangeschaft, die naar Amerikaans gebruik ook allemaal een eigen naam kregen. De Britse fabrikanten Birmingham en Metro bouwden tussen 1925 en 1928 voor de Egyptische treinen 13 rijtuigen met een dubbeldakskoeling. De Sunshine Pullman Express kwam per 1 november 1929 in de dienstregeling. De Star of Egypt, eigenlijk de voortzetting van de Le Caire-Louxor Express, reed vanaf 15 december 1929. Nieuw was wel dat de treinen nu ook tussen Luxor en El Shallal aan de Nijl boven de lage stuwdam van Aswan reden. De rit over de Opper-Egyptelijn tussen Caïro en El Shallal kostte vijftien en een half uur. In El Shallal was aansluiting op de boot naar Aboe Simbel en Wadi Halfa in Soedan om de reis naar Kaapstad voort te zetten. De treindienst werd in 1939 gestaakt, na de Tweede Wereldoorlog kwam alleen de nachttrein terug. In 1958 werden de Egyptische bezittingen van CIWL onteigend en namen de Egyptische spoorwegen de hele treindienst over. Door de aanleg van de tweede, hogere, Aswandam werd El Shallal van de vaarroute naar Soedan afgesneden en eindige de trein voortaan in een station naast de dam aan het Nassermeer waar ook de boten van/naar Soedan aanmeren. Het kost nu ongeveer 16 uur om het traject tussen Caïro en het Nassermeer af te leggen.